# Ugo De Carolis (1887-1941)
Ugo De Carolis (Capua, 7 ottobre 1887 – Chazepetowka, 12 dicembre 1941) è stato un generale italiano.
Pluridecorato combattente della prima guerra mondiale, cadde in combattimento sul fronte russo, venendo decorato con la medaglia d'oro al valor militare alla memoria italiana e con la croce di cavaliere della croce di ferro tedesca.

## Biografia
Nacque a Capua il 7 ottobre 1887 e, dopo aver compiuto gli studi presso la Regia Accademia Militare di Modena, nel 1908 divenne sottotenente di cavalleria del Regio Esercito. Dal maggio 1913 partecipò alle operazioni di polizia coloniale in Tripolitania col 15º Reggimento "Cavalleggeri di Lodi", riportando una ferita a Zuetina nel marzo 1914. Mentre prestava servizio nel 18º Reggimento "Cavalleggeri di Piacenza" si distinse nel fatto d'arme di Gabr Abdalla nel luglio 1915 dove, per il valore dimostrato, venne decorato con la Medaglia di bronzo al valor militare. Rimpatriato nel mese di ottobre, fu promosso al grado di capitano, entrando in azione nel corso della prima guerra mondiale, al comando della 19ª batteria bombarde del 30º Reggimento artiglieria da campo.
Si distinse sul Monte San Michele (agosto 1916), ricevendo una seconda Medaglia di bronzo, e poi sul Veliki Kribac (ottobre-novembre dello stesso anno), venendo decorato con una Medaglia d'argento al valor militare. A Dosso Faiti, nell'ottobre 1917, ricevette una Croce al valor militare per il coraggio dimostrato. Dopo la fine del conflitto fu mandato a Napoli e poi, nel 1923, ricoprì il ruolo di comandante del 9º Reggimento "Cavalleggeri di Firenze" e, poi, del 14º Reggimento "Cavalleggeri di Alessandria". In quegli anni ottenne la promozione a tenente colonnello e svolse l'attività di giudice al Tribunale militare di Firenze. Nel 1935 assunse il comando del 19º Reggimento "Cavallereggi Guide" e l'anno seguente fu promosso colonnello. In seguito divenne comandante della Scuola Centrale per Truppe Celeri e nell'ottobre 1940 fu promosso generale di brigata.
Durante la seconda guerra mondiale fu dapprima incaricato della difesa della città di Napoli; nel giugno 1941 assunse il comando della fanteria della Divisione "Torino", destinata a far parte del Corpo di Spedizione Italiano in Russia (CSIR). Morì in combattimento il 12 dicembre 1941 a Chazepetowka, sul fronte russo. Fu decorato con la Medaglia d'oro al valor militare alla memoria, massima onorificenza italiana, e con la Croce di Cavaliere della Croce di Ferro tedesca.